# Italská kosmická agentura
Italská kosmická agentura (italsky: Agenzia Spaziale Italiana; ASI) je národní kosmickou agenturou Itálie. Byla založena v roce 1988, aby podporovala, koordinovala a řídila vesmírné aktivity Itálie. Spadá pod Ministerstvo školství, vědy a technologického výzkumu. Agentura spolupracuje s mnoha mezinárodními i italskými subjekty, které jsou aktivní ve vesmírném výzkumu. Má své zastoupení v Evropské kosmické agentuře. Hlavní sídlo je v Římě, ale ASI má dvě další operační centra umístěná ve městech Mateře a Trapani (obě v Itálii) a také kosmodrom San Marco Equatorial Range u břehů Keni. Vedením agentury byl 10.4.2019 pověřen Giorgio Saccoccia. Roční rozpočet agentury je zhruba 1 mld. dolarů.

## Příklady projektů
- V únoru 1996 ASI vyslala na palubě raketoplánu Columbia při misi NASA STS-75 astronauta Umberto Guidoniho, aby dohlédl na vypouštěnou italskou družici se závěsem na laně TSS.1R. Lano se přetrhlo, stanice na samostatné dráze fungovala.
- V roce 1996 si agentura ASI přes ESA vzala na starost vývoj a stavbu transportních modulů Leonardo, Raffaelo a Donatello pro mezinárodní stanici ISS.
- V říjnu 1997 spolu s NASA a ESA vyslala k Saturnu sondu Cassini. Sonda dostala jméno podle italského matematika a astronoma Giana Domenica Cassiniho (1625-1712).
- Prostřednictvím ESA (Evropská kosmická agentura) se ASI podílí na přípravě evropského navigačního systému Galileo.
- V roce 2007 začala s přípravou systému čtyř družic COSMO určených k výzkumu Země. S financováním pomáhá i italské ministerstvo obrany.
- ISSpresso – esspreso kávovar pro užití ve vesmíru (mj. studium dynamiky kapalin při mikrogravitaci).